# Calomera angulata
fCalomera angulata es una especie de escarabajo del género Calomera, familia Carabidae. Fue descrita científicamente por Fabricius en 1798.
Esta especie habita en Afganistán, China, Japón, Taiwán, Pakistán, Nepal, India, Tailandia, Vietnam, Indonesia, Borneo y Filipinas.